# Пестеньки
Пестеньки́ (бел. Песцянькі) — деревня в Кобринском районе Брестской области Белоруссии. Входит в состав Тевельского сельсовета.
По данным на 1 января 2016 года население составило 26 человек в 15 домохозяйствах.

## География
Деревня расположена в 19 км к северо-западу от города и станции Кобрин, 3 км к северу от остановочного пункта Столпы и в 56 км к востоку от Бреста.
На 2012 год площадь населённого пункта составила 0,34 км² (34 га).

## История
Населённый пункт известен с 1563 года как село Пестянчичи. В разное время население составляло:
- 1999 год: 28 хозяйств, 78 человек;
- 2009 год: 70 человек;
- 2016 год[2]: 15 хозяйств, 26 человек;
- 2019 год[1]: 22 человека.